# Stockholms kvinnors skytteförening
Stockholms kvinnors skytteförening  startades under andra världskriget och målet var att utbilda kvinnor i vapenbruk. En intresseanmälan genererade 2000 namn och den 24 april 1940 hölls ett konstituerande möte i Medborgarhuset i Stockholm. Föreningen antog namnet Stockholms kvinnors skytteförening och till ordförande valdes fru Lola Jörgenfelt.